# Ete (Hungria)
Ete é um município da Hungria, situado no condado de Komárom-Esztergom. Tem 20,62 km² de área e sua população em 2015 foi estimada em 613 habitantes.